# Халис (Оклахома)
Халис (енгл. Hollis) град је у америчкој савезној држави Оклахома.

## Демографија
По попису из 2010. године број становника је 2.060, што је 204 (-9,0%) становника мање него 2000. године.
| Група             | 2000.         | 2010.         |
| Белци             | 1.315 (58,1%) | 1.129 (54,8%) |
| Афроамериканци    | 287 (12,7%)   | 180 (8,7%)    |
| Азијати           | 5 (0,2%)      | 7 (0,3%)      |
| Хиспаноамериканци | 638 (28,2%)   | 668 (32,4%)   |
| Укупно            | 2.264         | 2.060         |